# Grinăuți (Dîngeni), Ocnița
Grinăuți este un sat-stație de cale ferată din cadrul comunei Dîngeni din raionul Ocnița, Republica Moldova. A fost fondat ca stație de cale ferată la finele sec. XIX, odată cu construcția căii ferate Bălți-Ocnița.

## Demografie

### Structura etnică
Conform recensământului populației din 2004, satul avea 30 de locuitori, toți moldoveni/români.